# Sturnira parvidens
Sturnira parvidens är en fladdermus i familjen bladnäsor som förekommer i Centralamerika. Populationen infogades en längre tid i Sturnira lilium. Arten förväxlas ibland med Sturnira luisi.

## Utseende
Arten är en liten fladdermus med en kroppslängd (huvud och bål) av 54 till 65 mm, med 37 till 42 mm långa underarmar och med en vikt av 13 till 18 g. En svans saknas, bakfötterna är 12 till 15 mm långa och öronen är 15 till 18 mm stora. Hudflikarna på näsan har en hästskoformig grundform och ett utskott som liknar en kort skalpell. Sturnira parvidens har korta hår på ovansidan som är mörkbruna vid roten, grå till silverfärgad i mitten och mörk vid spetsen. Pälsen har därför ett brunt utseende med gråa och orange nyanser. Undersidans päls har en ljusbrun till rödbrun färg. Vingarna är nära underarmarna täckt med hår. Hår finns även på låren och på fötterna. I överkäken är den första framtanden per sida utrustad med två knölar på toppen och den är större än den andra framtanden. Undersidans framtänder har tre knölar.
Denna fladdermus har en diploid kromosomuppsättning med 30 kromosomer (2n=30).

## Utbredning
Sturnira parvidens bor i ett brett band längs Mexikos östra och västra kustlinje. Söder om Mexico City sträcker sig utbredningsområdet från Mexikanska golfen till Stilla havet och söderut till Costa Rica. Arten lever i kulliga regioner och i bergstrakter mellan 100 och 1600 meter över havet. Den vistas i torra och fuktiga skogar och besöker trädodlingar.

## Ekologi
Individerna gömmer sig på dagen i trädens håligheter, i bladverket av palmer och i klätterväxter. De äter olika frukter från växter som tillhör släktet Piper samt familjerna potatisväxter, medinillaväxter och banansläktet. Rester av insekter hittades endast i Mexiko i individernas magsäck. Födan kompletteras med pollen och nektar. I norra delen av utbredningsområdet upptäcktes dräktiga honor mellan maj och augusti. Antagligen sker fortplantningen i Costa Rica under hela året.
Individernas revir är litet och de gör endast korta utflykter.

## Status
IUCN listar arten som livskraftig (LC). Hot mot beståndet saknas och hela populationen antas vara stabil.